# Mirra Andréyeva
Mirra Aleksándrovna Andréyeva (en ruso: Ми́рра Алекса́ндровна Андре́ева, transliterado como  Mirra Andreeva; Krasnoyarsk, 29 de abril de 2007) es una tenista profesional rusa. Actualmente ocupa el puesto número 7 del mundo en individuales en el Ranking WTA, alcanzado el 17 de marzo de 2025, y el número 18 en dobles, alcanzado el 31 de marzo de 2025. 
Andreeva hizo su debut en el cuadro principal del WTA Tour en el Torneo de Monastir 2022, luego de recibir un wildcard para el torneo de individual. Andreeva ha ganado tres títulos individuales del WTA Tour, incluyendo dos torneos WTA 1000, en Dubái e Indian Wells y logró su mejor resultado en un Grand Slam en Roland Garros 2024, alcanzando las semifinales a los 17 años. También ganó una medalla de plata olímpica en los Juegos Olímpicos de París 2024 en dobles femeninos, junto a Diana Shnaider. 
Sus victorias más destacadas han sido frente a: Victoria Azárenka, Karolína Plíšková, Aryna Sabalenka e Iga Świątek quienes fueron número uno del mundo; Ons Jabeur y Barbora Krejčíková quiénes fueron número dos del mundo; Yelena Rybákina y Elina Svitólina quienes fueron 3 del mundo.
Es la hermana menor de la también tenista Erika Andreeva.

## Carrera juniors
Andreeva comenzó a jugar al tenis a temprana edad: desde los seis años. 
En noviembre de 2020, Andreeva ganó el torneo ITF J4 Antalya, tras derrotar a la sexta preclasificada,  Anna Zyryanova por doble 6-3.

### Temporada 2021
En enero de 2021 disputó el torneo ITF J4 Cairo en tierra, donde desde la claudicación llegó hasta las semifinales perdiendo ante la preclasificada n.º 3 Sara Bejlek en tres set. En marzo participó en el J2 Valencia ganando los tres partidos de clasificación para conseguir un boleto al cuadro principal, donde llegó hasta las semifinales por segundo torneo consecutivo, esta vez perdiendo ante la local Lucia Llinares Domingo en tres sets. 
En abril, luego de la gira por tierra regreso a Rusia, para disputar el torneo de grado 3, el J3 Almetievsk, llegando a la final donde derrotó a Elena Pridankina en set corridos por doble 6-3, en el torneo solo perdió un set, en el primer partido. Tras ganar su primer título de la temporada, disputó el torneo de grado 1 el J1 Kazan, llegó hasta los cuartos de final sin haber perdido ningún set, perdió en la semifinales en set corridos ante Ekaterina Maklakova.
En agosto, disputó el ITF World Junior Tennis Finals (Girls) 2021, celebrado en la República Checa, representando a Rusia. Junto a Alina Kornéyeva, número 1 de Rusia, logró una destacada actuación, manteniendo un récord perfecto de 6 de 6 en victorias y sin perder ningún set en los seis partidos disputados, lo que contribuyó al triunfo de su equipo en la obtención del título.
En octubre, tras no poder superar la fase de clasificación del US Open Juniors, participó en el torneo de grado 2, el J2 Vigo, donde se consagró campeona al derrotar en la final a Anastasiia Gureva por 6-3, 6-2. Continuó su gira por España, alcanzando la final del torneo de grado 1, el J1 Sangenjo, en Pontevedra. Aunque fue derrotada en la final por la checa Linda Klimovicova por 1-6, 2-6, tuvo un mejor desempeño en la modalidad de dobles, donde se coronó campeona junto a su compañera Hanne Vandewinkel.

### Temporada 2022

#### Juniors
Lo más destacado de su temporada en categoría juniors fueron los cuartos de final en Roland Garros Juniors donde perdió ante Sara Bejlek por 4-6 y 1-6 y en el US Open Juniors contra Alexandra Eala por 4-6, 0-6.

#### Torneos ITF
En febrero llegó a la final del W15 Sharm ElSheikh donde cayó derrotada contra Hong Yi Cody Wong en set corridos por 4-6, 1-6, siendo su primera final en la categoría.
En abril, disputó el  W15 Antalya derrotando por 6–7(6–8), 6–0, 6–2 en la final a la italiana Martina Colmegna, ganando así su primer título en la categoría ITF Femenino World Tennis Tour 2022. La siguiente semana volvió a disputar el torneo enfrentando nuevamente en la final a una italiana, Silvia Ambrosio derrotándola por 7-5, 6-2.
A finales de julio, participó en el W25 El Espinar/Segovia, donde comenzó su participación en la fase de clasificación, logrando victorias en ambos partidos, en los que apenas cedió un solo juego. Ya en el cuadro principal, demostró su potencial, avanzando a la final sin perder ni un solo set y sin ceder más de dos juegos en los sets disputados. En la final, se impuso a la local Eva Guerrero Álvarez con un marcador de 6-4, 6-2.
Continuó su destacada temporada al conquistar su primer título W60 en Meitar. En semifinales, derrotó a su compatriota Maria Timofeeva con un contundente 6-2, 6-0, y en la final, se impuso a Rebecca Peterson por 6-1, 6-4. De este modo, logró su segundo título de la categoría W60, manteniendo un récord impecable al no perder un solo set en todo el torneo.

### Temporada 2023
Inició la temporada despuntando el torneo J300 de Traralgon como preparación para el Abierto de Australia Juniors, tras llegar a la final sin haber cedido ningún set, fue derrotada por la local Melisa Ercan, por un marcador de 6-2, 3-6 y 4-6. El Abierto de Australia Júnior 2023, alcanzó la final, y por segundo torneo seguido llegó a esta instancia sin haber perdido ningún set hasta el último partido donde cayó derrotada ante su compatriota Alina Kornéyeva en tres set.  En febrero, disputó su último torneo júnior en el J500 Cairo, donde, como ya era costumbre, dominó el circuito y solo cedió un set antes de perder en la final en sets corridos ante la italiana Federica Urgesi, por 3-6, 3-6.
En abril, Andreeva hizo historia al convertirse en la única jugadora en la historia del ITF World Tennis Tour en ganar múltiples títulos en el nivel ITF W60 o superior antes de los 16 años. Su hazaña comenzó con la conquista del torneo W60 Chiasso, donde derrotó a Nadia Podoroska en semifinales por 6-4, 6-0, y en la final se impuso a la local Celine Naef en un emocionante partido que comenzó con una derrota 1-6, el único set que perdió en todo el torneo, para luego ganar los dos siguientes por 7-6, 6-0.
Posteriormente, continuó su dominio con la victoria en el torneo W60 Bellinzona, donde en segunda ronda superó a Darja Semenistaja en tres sets. En semifinales, se enfrentó nuevamente a Celine Naef, a quien derrotó en sets corridos por 6-1, 6-4. En la final, Andreeva se coronó campeona tras vencer a la francesa Fiona Ferro en tres sets. Ambos torneos fueron disputados en semanas consecutivas en Suiza.
Estas victorias le permitieron alcanzar el puesto número uno del ranking mundial júnior, posición que logró el 29 de mayo de 2023.

## Carrera profesional

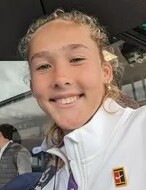
Mirra Andreeva en Wimbledon 2023.

### 2022: Debut en el WTA Tour
Andreeva hizo su debut en el cuadro principal del WTA Tour en el Jasmin Open 2022, después de recibir una wildcard para el evento individual.  Sin embargo, perdió en la primera ronda contra la sexta cabeza de serie Anastasia Potapova, en un partido de tres sets que duró 2 horas y 35 minutos. 

### 2023: Primeros grandes pasos, cuarta ronda de Wimbledon y top 50
A los 15 años, clasificada en el puesto n.º 194, Andreeva recibió una wildcard para el cuadro principal del Masters de Madrid 2023, haciendo su debut, ganó su primer partido del WTA Tour contra Leylah Fernández por 6-3, 6-4. Con esta victoria, se convirtió en la tercera jugadora más joven en ganar un partido del cuadro principal de un torneo WTA 1000, solo detrás de Coco Gauff y CiCi Bellis.  Además, Andreeva fue la segunda joven de 15 años en derrotar a una oponente top-50 en un torneo WTA 1000, siendo Bellis la primera en 2015. En la segunda ronda, derrotó a la 13.ª cabeza de serie Beatriz Haddad Maia por 7-6, 6-3 para lograr su primera victoria contra una top-20 y avanzar a la tercera ronda, convirtiéndose en la séptima jugadora en derrotar a una oponente top-20 antes de los 16 años de edad en el siglo XXI.  En su 16.º cumpleaños, logró su 16.ª victoria profesional contra otra jugadora del top 20, la 17.ª cabeza de serie Magda Linette, por un marcador de doble 6-3 para alcanzar los octavos de final de un torneo WTA Tour por primera vez en su carrera. En la cuarta ronda, perdió por 3-6, 1-6 contra la eventual campeona, Aryna Sabalenka. Como resultado, Andreeva ascendió más de 50 puestos hasta el top 150 del ranking el 8 de mayo de 2023, en el puesto 146 del mundo. 
En el Torneo de Roland Garros 2023, participó en la clasificación donde se impuso en su debut en set corridos ante Polina Kudermetova por 6-1, 6-4, en las dos siguientes rondas de la clasificación derrotó a las colombianas Emiliana Arango por 6-0, 6-2 y ante Camila Osorio por 7-6, 6-4, logrando así su pase al cuadro principal de un grand slam por primera vez en su carrera. En la primera ronda del cuadro principal derrotó a Alison Riske 6-2, 6-1 para obtener su primera victoria en uno de los cuatro Grand Slam, en la segunda ronda se impuso ante la local Diane Parry por un abultado 6-1, 6-2, pasando a la tercera ronda donde se topó con la sexta cabeza de serie Coco Gauff, Andreeva logró imponerse en el primer set ganando la muerte súbita 7-6 (7-5), pero perdió los dos siguientes por doble 1-6.
En el Campeonato de Wimbledon 2023, disputó la clasificación imponiéndose en primera ronda ante Rosa Vicens Mas por 6-3, 6-1, ya en segunda ronda logró una victoria cómoda ante la francesa Chloé Paquet por 6-1, 6-2, en la tercera ronda tuvo un partido más trabajado ante la alemana Tamara Korpatsch ganando en tres set para avanzar por segundo Grand Slam al cuadro principal. En primera ronda venció a Wang Xiyu en un partido que se decidió en el tercer set, mientras que en segunda derrotó a la cabeza de serie n.º 10 Barbora Krejčíková, que se retiró del partido estando 6-4, 4-0 a favor de Mirra; en la tercera ronda venció a la preclasificada n.º22 Anastasiya Potápova en set corridos por 6-2, 7-5, para pasar a la cuarta ronda convirtiéndose en la jugadora más joven desde Coco Gauff en 2019 en alcanzar este hito en el All England Club, donde fue derrotada por Madison Keys en tres set. Tras este exitoso debut en el torneo, entró por primera vez al top 100 del ranking WTA.
En el Abierto de Estados Unidos 2023 logró llegar hasta la segunda ronda, donde perdió 3-6, 2-6 ante Cori Gauff, la campeona del torneo.

### Torneos más destacados en 2024
En el Abierto de Australia 2024, Andreeva llegó a la cuarta ronda venciendo en primera ronda a Bernarda Pera, en segunda ronda a la sexta sembrada, Ons Jabeur y consiguiendo su primera victoria ante una top 10. En tercera ronda, eliminó a Diane Parry y en cuarta ronda cayó ante Barbora Krejčíková.
En el Masters de Madrid 2024, avanzó a cuartos de final, donde cayó ante Aryna Sabalenka.
En el Torneo de Roland Garros 2024, Andreeva se convirtió en la más joven en llegar a unas semifinales de Grand Slam desde Martina Hingis en 1997, después de derrotar a la número 2 mundial, Aryna Sabalenka, en cuartos de final.
En el WTA250 de Iasi logró su primer título WTA al ganar a Elina Avanesian en la final.
En los Olímpicos de París 2024, obtuvo la medalla de plata al perder la  final del torneo frente al dúo Paolini-Errani.

### 2025: La campeona más joven del WTA 1000 y top-10
Junto a Diana Shnaider, Andreeva ganó su primer título de dobles del WTA Tour en el Torneo de Brisbane 2025, derrotando a Priscilla Hon y Anna Kalinskaya en la final. También alcanzó las semifinales individuales del mismo torneo, donde perdió ante la número 1 del mundo y eventual campeona, Aryna Sabalenka, tras superar a Anna Blinkova, Linda Nosková  y Ons Jabeur  en su camino a las semifinales. Como resultado, el 6 de enero alcanzó el puesto número 15 del mundo, su mejor ranking. 
Como cabeza de serie número 14 en el Abierto de Australia 2025, se impuso a Marie Bouzková, Moyuka Uchijima y a la preclasificada no. 23 Magdalena Fręch, para alcanzar así la cuarta ronda por segundo año consecutivo, donde repitió su partido en Brisbane dos semanas antes, perdió ante la no.1 del mundo y vigente campeona, Aryna Sabalenka.
En el Torneo de Dubái 2025, como cabeza de serie número 12, Andreeva alcanzó su primera semifinal de un WTA 1000, derrotando a dos exganadoras de Grand Slam, Markéta Vondroušová y la número 2 del mundo, Iga Świątek, convirtiéndose en la jugadora más joven en registrar victorias sobre múltiples campeonas de Grand Slam en torneo de categoría WTA 1000,  y también la más joven en llegar a la etapa de semifinales en la historia del torneo. Después, derrotó a otra ganadora de Grand Slam, la sexta cabeza de serie Elena Rybakina, para alcanzar su primera final de un WTA 1000, convirtiéndose en la jugadora más joven en lograr la hazaña desde la introducción del formato en 2009. Derrotó a Clara Tauson en la final y, como resultado, llegó al top 10 el 24 de febrero de 2025, convirtiéndose en la más joven en hacerlo desde Nicole Vaidišová en 2007. 
En el Masters de Indian Wells, alcanzó semifinales consecutivas, convirtiéndose en la jugadora más joven en alcanzar múltiples semifinales consecutivas del WTA 1000.  En la final, venció a Aryna Sabalenka en tres sets para convertirse en la campeona individual femenina de Indian Wells 2025. 
Junto a Diana Shnaider, Andreeva ganó su primer título de dobles WTA 1000 en el Masters de Miami 2025, derrotando a Cristina Bucșa y Miyu Kato en la final por 6-3 6-7 (5) 10-2.

## Torneos individuales por año

#### 2025
| N.º | Fecha                 | Torneo               | Categoría  | Superficie | Ronda | Oponente         |
| --- | --------------------- | -------------------- | ---------- | ---------- | ----- | ---------------- |
| 1   | 4 de enero de 2025    | Brisbane             | WTA 500    | Dura       | SF    | Aryna Sabalenka  |
| 2   | 19 de enero de 2025   | Abierto de Australia | Grand Slam | Dura       | 4R    | Aryna Sabalenka  |
| 3   | 11 de febrero de 2025 | Doha                 | WTA 1000   | Dura       | R32   | Rebecca Šramková |
| 4   | 22 de febrero de 2025 | Dubai                | WTA 1000   | Dura       | G     | Clara Tauson     |
| 5   | 16 de marzo de 2025   | Indian Wells         | WTA 1000   | Dura       | G     | Aryna Sabalenka  |
| 6   | 21 de marzo de 2025   | Miami                | WTA 1000   | Dura       | R32   | Amanda Anisimova |

#### 2024
| N.º | Fecha                 | Torneo               | Categoría        | Superficie | Ronda | Oponente           |
| --- | --------------------- | -------------------- | ---------------- | ---------- | ----- | ------------------ |
| 1   | 5 de enero de 2024    | Brisbane             | WTA 500          | Dura       | CF    | Linda Nosková      |
| 2   | 21 de enero de 2024   | Abierto de Australia | Grand Slam       | Dura       | 4R    | Barbora Krejčíková |
| 3   | 18 de febrero de 2024 | Dubái                | WTA 1000         | Dura       | R64   | Peyton Stearns     |
| 4   | 6 de marzo de 2024    | Indian Wells         | WTA 1000         | Dura       | R128  | Katie Volynets     |
| 5   | 7 de mayo de 2024     | Roma                 | WTA 1000         | Arcilla    | R128  | Paula Badosa       |
| 6   | 6 de junio de 2024    | Roland Garros        | Grand Slam       | Arcilla    | SF    | Jasmine Paolini    |
| 7   | 23 de junio de 2024   | Bad                  | WTA 500          | Hierba     | R32   | Dayana Yastremska  |
| 8   | 1 de julio de 2024    | Wimbledon            | Grand Slam       | Hierba     | 1R    | Brenda Fruhvirtová |
| 9   | 26 de julio de 2024   | Iasi                 | WTA 250          | Arcilla    | G     | Elina Avanesian    |
| 10  | 28 de julio de 2024   | París                | Juegos Olímpicos | Arcilla    | 1R    | Magda Linette      |
| 11  | 17 de agosto de 2024  | Cincinnati           | WTA 1000         | Dura       | CF    | Iga Świątek        |
| 12  | 29 de agosto de 2024  | Abierto de EE. UU.   | Grand Slam       | Dura       | 2R    | Ashlyn Krueger     |
| 13  | 4 de octubre de 2024  | Pekín                | WTA 1000         | Dura       | CF    | Zheng Qinwen       |
| 14  | 9 de octubre de 2024  | Wuhan                | WTA 1000         | Dura       | R32   | Erika Andreeva     |
| 15  | 20 de octubre de 2024 | Ninbgo               | WTA 500          | Dura       | F     | Daria Kasátkina    |

## Juegos Olímpicos

### Dobles

#### Medalla de plata
| Año  | Campeonato | Pareja         | Oponentes en la final       | Resultado        |
| 2024 | París 2024 | Diana Shnaider | Sara Errani Jasmine Paolini | 6-2, 1-6, [7-10] |

## Títulos WTA (4; 3+1)

### Individual (3)
| Leyenda              |
| -------------------- |
| Grand Slam (0)       |
| Juegos Olímpicos (0) |
| WTA Finals (0)       |
| WTA 1000 (2)         |
| WTA 500 (0)          |
| WTA 250 (1)          |

| N.º | Fecha                 | Torneo       | Superficie    | Oponente en la final | Resultado           |
| --- | --------------------- | ------------ | ------------- | -------------------- | ------------------- |
| 1.  | 26 de julio de 2024   | Iasi         | Tierra batida | Elina Avanesian      | 5-7, 7-5, 4-0, ret. |
| 2.  | 22 de febrero de 2025 | Dubái        | Dura          | Clara Tauson         | 7-6(1), 6-1         |
| 3.  | 16 de marzo de 2025   | Indian Wells | Dura          | Aryna Sabalenka      | 2-6, 6-4, 6-3       |

#### Finalista (1)
| N.º | Fecha                 | Torneo | Superficie | Oponente en la final | Resultado     |
| --- | --------------------- | ------ | ---------- | -------------------- | ------------- |
| 1.  | 20 de octubre de 2024 | Ningbo | Dura       | Daria Kasátkina      | 0-6, 6-4, 4-6 |

### Dobles (2)
| Leyenda              |
| -------------------- |
| Grand Slam (0)       |
| Juegos Olímpicos (0) |
| WTA Finals (0)       |
| WTA 1000 (1)         |
| WTA 500 (1)          |
| WTA 250 (0)          |

| N.º | Fecha               | Torneo   | Superficie | Pareja         | Oponentes en la final         | Resultado           |
| --- | ------------------- | -------- | ---------- | -------------- | ----------------------------- | ------------------- |
| 1.  | 4 de enero de 2025  | Brisbane | Dura       | Diana Shnaider | Priscilla Hon Anna Kalinskaya | 7-6(6), 7-5         |
| 2.  | 30 de marzo de 2025 | Miami    | Dura       | Diana Shnaider | Cristina Bucșa Miyu Kato      | 6-3, 6-7(5), [10-2] |

## Historial de rendimiento
Leyenda
| G | F | SF | CF | #R | RR | C# | NSC | NE | A | ND |

Solo se incluyen en el historial de victorias y derrotas los resultados de los cuadros principales de torneos del circuito de la WTA, Grand Slam, la Copa Billie Jean King Cup (anteriormente Fed Cup), United Cup, Copa Hopman y Juegos Olímpicos.

### Individuales
| Torneos de Grand Slam       |     |      |       |       |                           |                           |                           |                     |
| Australian Open             | A   | A    | 4R    | 4R    | 0 / 2                     | 6-2                       | 75%                       |                     |
| Roland Garros               | A   | 3R   | SF    | CF    | 0 / 3                     | 11-3                      | 79%                       |                     |
| Wimbledon                   | A   | 3R   | 1R    | CF    | 0 / 3                     | 7-3                       | 60%                       |                     |
| Abierto de EE. UU.          | A   | 2R   | 2R    |       | 0 / 2                     | 2-2                       | 50%                       |                     |
| Ganados-perdidos            | 0-0 | 6-3  | 9-4   | 11-3  | 0 / 10                    | 26-10                     | 72%                       |                     |
| Campeonatos de fin de año   |     |      |       |       |                           |                           |                           |                     |
| Finales de la WTA           | NSC | NSC  | NSC   |       | 0 / 0                     | 0-0                       | –                         |                     |
| Representación nacional     |     |      |       |       |                           |                           |                           |                     |
| Juegos Olímpicos            | ND  | ND   | 1R    | ND    | 0 / 1                     | 0-1                       | 0%                        |                     |
| Torneos WTA 1000            |     |      |       |       |                           |                           |                           |                     |
| Torneo de Catar             | A   | NTI  | A     | 2R    | 0 / 1                     | 1-1                       | 50%                       |                     |
| Torneo de Dubái             | NTI | A    | 1R    | G     | 1 / 2                     | 6-1                       | 86%                       |                     |
| Masters de Indian Wells     | A   | A    | 1R    | G     | 1 / 2                     | 6-1                       | 86%                       |                     |
| Masters de Miami            | A   | A    | A     | 3R    | 0 / 1                     | 1-1                       | 50%                       |                     |
| Masters de Madrid           | A   | 4R   | CF    | CF    | 0 / 3                     | 10-3                      | 77%                       |                     |
| Masters de Roma             | A   | A    | 1R    | CF    | 0 / 6                     | 3-2                       | 60%                       |                     |
| Masters de Canadá           | A   | A    | A     |       | 0 / 0                     | 0-0                       | –                         |                     |
| Masters de Cincinnati       | A   | A    | CF    |       | 0 / 1                     | 3-1                       | 75%                       |                     |
| Torneo de Guadalajara       | A   | A    | NTI   | NTI   | 0 / 0                     | 0-0                       | –                         |                     |
| Torneo de Pekín             | ND  | 3R   | CF    |       | 0 / 2                     | 5-2                       | 71%                       |                     |
| Torneo de Wuhan             | ND  | ND   | 2R    |       | 0 / 1                     | 1-1                       | 50%                       |                     |
| Ganados-Perdidos            | 0-0 | 5-2  | 11-7  | 20-4  | 2 / 15                    | 36-13                     | 73%                       |                     |
| Estadísticas de carrera     |     |      |       |       |                           |                           |                           |                     |
| Torneos jugados             | 1   | 7    | 17    | 13    | Total de carrera: 38      | Total de carrera: 38      | Total de carrera: 38      |                     |
| Títulos ganados             | 0   | 0    | 1     | 2     | Total de carrera: 3       | Total de carrera: 3       | Total de carrera: 3       |                     |
| Finales disputadas          | 0   | 0    | 2     | 2     | Total de carrera: 4       | Total de carrera: 4       | Total de carrera: 4       | Total de carrera: 4 |
| Total de ganados-perdidos   | 0-1 | 13-7 | 34-16 | 36-11 | 3 / 38                    | 83-35                     | 83-35                     |                     |
| % de victorias              | 0%  | 65%  | 68%   | 77%   | Total de carrera: 70%     | Total de carrera: 70%     | Total de carrera: 70%     |                     |
| Clasificación de fin de año | 405 | 46   | 16    |       | Clasificación más alta: 6 | Clasificación más alta: 6 | Clasificación más alta: 6 |                     |